# Elsenschans

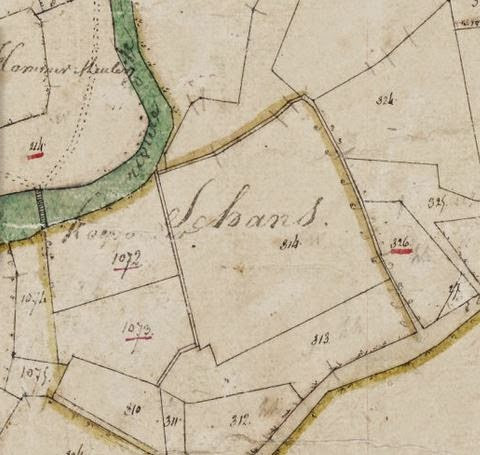
De Elsenschans op het kadastraal minuutplan van 1811-1832

De Elsenschans was een boerenschans in de Nederlandse gemeente Leudal. De schans lag ten zuiden van het dorp Neer aan de Neerbeek.
Op ongeveer een kilometer naar het noordwesten lag de schans Keyserbosch.

## Geschiedenis
In 1643 werd de vluchtschans in de beemd die Elsen aangelegd. Er werd een schansreglement (de 'Condities') opgesteld dat ondertekend werd door 65 gezinshoofden en bewaard is gebleven.
In de 21e eeuw is het perceel nog herkenbaar. In 2024 zijn herstel werkzaamheden begonnen, deze zullen in 2025 afgerond worden. 

## Constructie
De schans had een rechthoekig plattegrond en lag hoger gelegen omgeven door een moeras. De gracht rondom werd gevoed met water uit de Neerbeek.